# Pendelgravimeter
Pendelgravimeter, Gravitationspendel und Schwerependel (bzw. Pendelresonatoren) sind Pendel, die als Absolutgravimeter zur Messung der Schwere in Lotrichtung eingesetzt werden können. Die Periodendauer T eines schwingenden Pendels ist von der Fadenlänge l und der Fallbeschleunigung g abhängig. Durch die Bestimmung der Periodendauer und der Fadenlänge kann man somit die lokale Fallbeschleunigung ermitteln. Eine Sonderform ist das doppelte Pendelgravimeter.
Pendelgravimeter sind als sehr einfache, primitive Gravimeter anzusehen. Aufgrund der Störempfindlichkeit und anderer Einschränkungen haben sie heute nur noch eine historische Bedeutung. Die Periodendauer eines Pendels ergibt sich zu: 
{\displaystyle T=2\pi {\sqrt {\frac {l}{g}}}}
Die Fallbeschleunigung ergibt sich somit zu: 
{\displaystyle g={\frac {4\pi ^{2}l}{T^{2}}}}
Mit Amateurmitteln lassen sich unter optimalen Bedingungen Messungen mit einer Genauigkeit von etwa 0,2 % erreichen. In die Genauigkeit des Messergebnisses geht sowohl die Genauigkeit der Längenmessung des Pendels als auch die Genauigkeit der Messung der Periodendauer ein.
Die gute Längenmessung kann man z. B. mit einem Kathetometer erzielen.
Die Bestimmung der Periodendauer kann man durch das Auszählen und Bildung des arithmetischen Mittelwerts vieler Perioden verbessern und der Messfehler bei der Bestimmung kann somit verringert werden. Das Pendel sollte dabei fixiert werden und vor Windeinfluss geschützt sein. In der Hand gehaltene Pendelgravimeter sind aufgrund des Carpenter-Effekts unbrauchbar.
Modernere Gravimeter beruhen auf Schwerefeld-abhängigen Längenausdehnungen von Federn, wie zum Beispiel die LaCoste-Romberg-Gravimeter.
Die Fallbeschleunigung an der Erdoberfläche hat auf Meereshöhe einen mittleren Wert von 9,806 m/s2 (meist gerundet auf 9,81 m/s2). Je nach Breitengrad treten aber auch Werte zwischen 9,78306 m/s2 und 9,83208 m/s2 auf, die Fallbeschleunigung ist dabei am Äquator am niedrigsten und an den Polen am höchsten. Die Gravitationsanomalien natürlichen Ursprungs betragen also ca. 0,5 %. Bei Untersuchungen in der Geophysik ergeben sich meist relevante Differenzen im Bereich eines Hunderttausendstels bis Einmillionstels, die von einem Gravimeter erfasst werden müssen. Eine Höhendifferenz von einem Meter führt zu einer Änderung der Fallbeschleunigung um etwa 3 Millionstel m/s2.